# David Hewlett
David Ian Hewlett (ur. 18 kwietnia 1968 w Redhill, hrabstwo Surrey, w Anglii) – kanadyjski aktor, scenarzysta i reżyser, występował w roli dr Rodneya McKaya z serialu sci-fi Stargate: Atlantis.

## Życiorys
Urodzony w Anglii, dorastał wraz z trojgiem młodszego rodzeństwa w Toronto. Debiutował na dużym ekranie w dramacie Kraina cienia (The Darkside, 1987). Za rolę ochroniarza Hanka w wyprodukowanym przez Kanadyjskie Centrum Filmowe filmie krótkometrażowym Vincenzo Natali’ego Elevated (1997) zdobył nagrodę Złotej Wiązki.
Hewlett dzieli swój czas pomiędzy aktorstwo oraz prowadzenie firmy internetowej „Darkyl Corporation”.
Był żonaty z Soo Garay (od 5 listopada 2000 do 2004). 21 czerwca 2008 ponownie wziął ślub z Jane Loughman, z którą ma syna Sebastiana Flynna (ur. 6 października 2007).

## Filmografia

### Filmy
- 1997: Cube jako Worth
- 1997: W rękach szaleńca (Bad Day on the Block), alternatywny tytuł Pod presją (Under Pressure)
- 2003: Wielkie nic jako Dave
- 2010: Istota jako Barlow
- 2011: Geneza planety małp (Rise of the Planet of the Apes) jako Hunsiker
- 2017: Kształt wody (The Shape of Water) jako Fleming

### Seriale telewizyjne
- 200]: Ostry dyżur (ER) jako pan Schudy
- 2001–2007: Gwiezdne wrota (Stargate SG-1) jako dr Rodney McKay
- 2004: Bez śladu (Without a Trace) jako Fred Watkins
- 2004–2009: Stargate: Atlantis jako dr Rodney McKay
- 2016: W garniturach jako Nathan Burns
- 2016–2017: Detektyw Murdoch jako Dilbert Dilton